# Kunzang Choden (strzelczyni)
Kunzang Choden (ur. 14 sierpnia 1984 w Thimphu) – bhutańska strzelczyni, olimpijka.
Treningi strzeleckie rozpoczęła w 2004, dwa lata później odbyła treningi w Niemczech. W 2009 reprezentowała Bhutan na mistrzostwach Azji Południowej w Bangladeszu. W 2011 wystartowała w mistrzostwach Azji w tej samej konkurencji. Zajęła 41. miejsce (startowało 47 zawodniczek).
Brała udział w igrzyskach olimpijskich w Londynie (2012). Wystartowała w jednej konkurencji, czyli w karabinie pneumatycznym z 10 m. Zajęła ostatnie 56. miejsce. Jest pierwszym olimpijczykiem z Bhutanu, który wystąpił w dyscyplinie innej niż łucznictwo.
Zamężna, w 2012 miała dwójkę dzieci.

## Wyniki olimpijskie
| Igrzyska | Konkurencja                | Wynik       | Miejsce    | Źródło |
| -------- | -------------------------- | ----------- | ---------- | ------ |
| IO 2012  | Karabin pneumatyczny, 10 m | 381 punktów | 56 (na 56) | [ 4 ]  |